# (2380) Heilongjiang
(2380) Heilongjiang est un astéroïde de la ceinture principale.

## Description
(2380) Heilongjiang est un astéroïde de la ceinture principale. Il fut découvert le 18 septembre 1965 à Nanking par l'observatoire de la Montagne Pourpre. Il présente une orbite caractérisée par un demi-grand axe de 2,19 UA, une excentricité de 0,06 et une inclinaison de 1,9° par rapport à l'écliptique.

## Compléments